# تپه فرح‌آباد
تپه فرح آباد در شهرستان شاهرود، بخش مرکزی، روستای فرح آباد واقع شده و این اثر در تاریخ ۱۰ دی ۱۳۸۱ با شمارهٔ ثبت ۶۹۴۴ به‌عنوان یکی از آثار ملی ایران به ثبت رسیده است.